# Lago Hulun
O lago Hulun ou lago Dalai (em mongol:  Далай нуур, Hulun Nur, chinês: 呼倫湖, pinyin: Hūlún Hú), também conhecido como Dalai Nuur («lago oceano»), é um grande lago asiático situado na província da Mongólia Interior, na República Popular da China. É um dos cinco maiores lagos de água doce da China, com uma área aproximada de 2339 km². Tem comprimento de cerca de 90 km e 27 km de largura. O seu afluente principal é o rio Kherlen, e o seu efluente principal é o Mutnaya Protoka (que é um afluente do rio Argun, por sua vez afluente do rio Amur).

## Descrição do lago
Recurso para pesca, o lago permitiu em 1995 a captura de 7000 toneladas de peixe, 100 toneladas de camarão, 4 kg de pérolas e 1,5 milhões de lagostas. O lago Hulun é uma das principais zonas de produção de canas na China.
É um destino turístico durante o verão para os chineses, mas fora da época alta os visitantes ao lago são raros. O lago não está longe de Manzhouli, que se encontra junto a uma das principais linhas ferroviárias da China. A cidade mais próxima é Manzhouli.
Pouco profundo, a sua costa é relativamente plana e é arenosa ou pedregosa, dependendo da localização. Está localizado a 40 km ao sul da cidade de Manzhouli, em uma região estepe de baixa densidade populacional, com clima continental com invernos muito frios (-25°C em média em janeiro em Hailar) e verões quentes e húmidos (20°C) em julho). O lago congela no inverno. Todos os rios desta área são instáveis, em parte por causa da concentração de chuvas em um curto período de verão e em parte por causa das grandes variações anuais no clima. Ao contrário da maioria dos lagos da região de Hulun Buir, que são altamente salinos, os Lagos Hulun e Buyr têm água fresca com um teor mínimo de sal. Ambos são bem abastecidos com peixes, que são consumidos em toda a região. Durante os seis meses de frio intenso no inverno, a maioria dos peixes no lago Hulun migra pelo rio Orxon para o lago Buyr.
O lago abriga mais de 30 espécies de peixes e 200 espécies de aves, incluindo aves migratórias, patos, gansos, cisnes e grous, especialmente o muito raro grou-da-manchúria. O lago está designado como sítio Ramsar desde 2002 e também está listado como reserva da bioesfera.

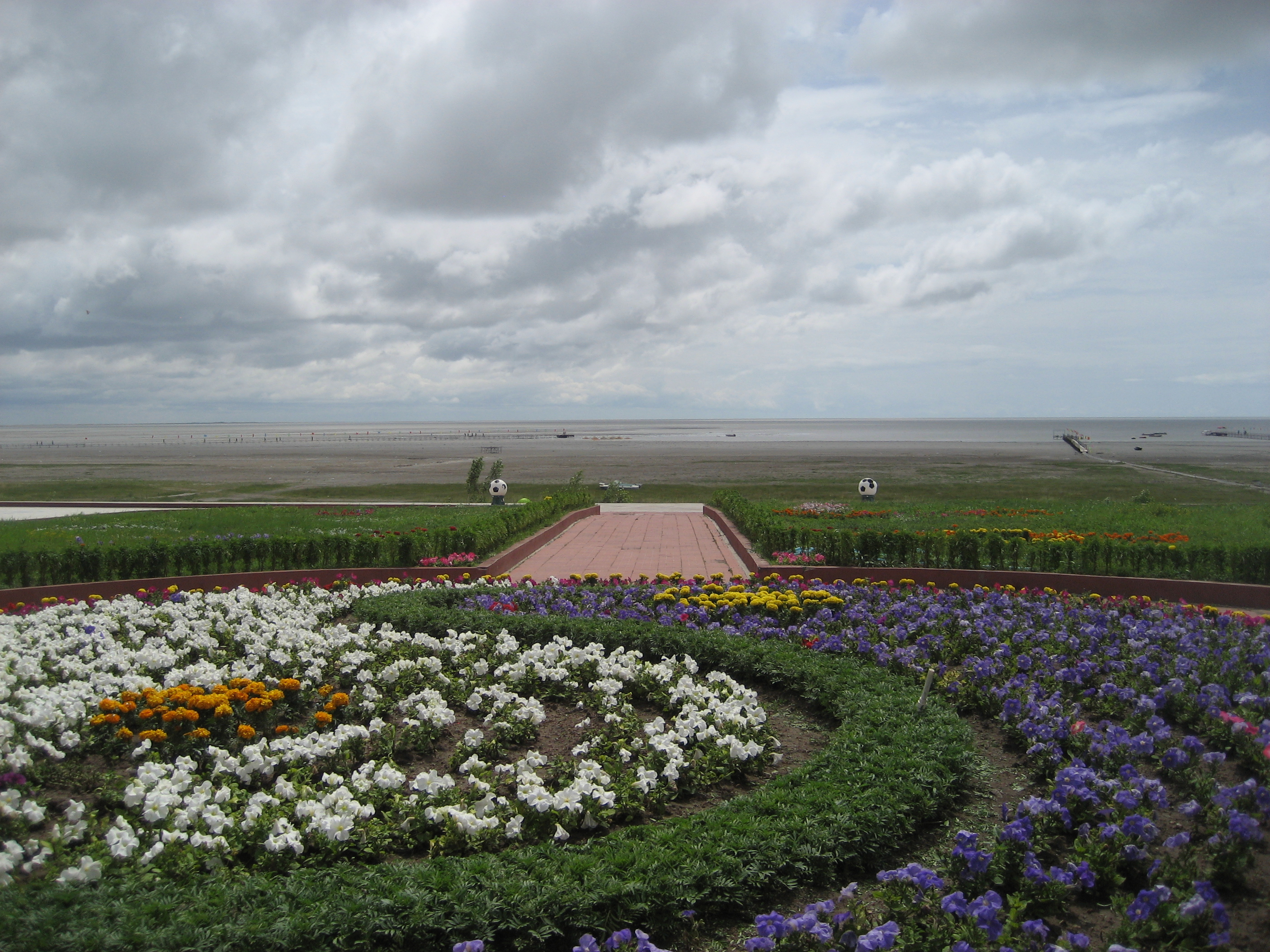
Um jardim frente ao lago Hulun.